# Cañón sin retroceso M67
El M67 es un cañón sin retroceso diseñado en los Estados Unidos de América como un cañón antitanque portátil. También podía ser utilizado como arma antipersona utilizando una munición específica (M590). Esta arma estaba diseñada para ser disparada principalmente apoyada en tierra con un bípode integrado, pero también se podía disparar desde el hombro.

## Historia y uso
Fue introducido a inicios de la década de 1960 en el Ejército y el Cuerpo de Marines. Fue empleado en la Guerra de Vietnam conjuntamente con el cañón sin retroceso M40, de calibre 105 mm y mucho más grande y pesado.
El M67 demostró ser una arma fiable y efectiva a pesar de ser utilizada principalmente contra personal enemigo y defensas estáticas en vez de contra blindados enemigos. Los militares criticaron duramente toda su efectividad en estos papeles por su gran peso y el gran fogonazo que producía detrás al disparar, dificultando su uso ofensivo.